# Franz Schmidt-Hagen
Franz Schmidt-Hagen, född 1875, död 1945, var en tysk kompositör.